# La Joya de Alardín
La Joya de Alardín är en ort i Mexiko.   Den ligger i kommunen General Zaragoza och delstaten Nuevo León, i den centrala delen av landet, 500 km norr om huvudstaden Mexico City. La Joya de Alardín ligger 1 349 meter över havet och antalet invånare är 247.
Terrängen runt La Joya de Alardín är bergig österut, men västerut är den kuperad. La Joya de Alardín ligger nere i en dal. Runt La Joya de Alardín är det mycket glesbefolkat, med 5 invånare per kvadratkilometer. Närmaste större samhälle är La Aldea, 9,1 km norr om La Joya de Alardín. Omgivningarna runt La Joya de Alardín är i huvudsak ett öppet busklandskap.